# Gomortega keule
Las gomortegáceas (Gomortegaceae) son una familia de Angiospermas del orden Laurales. Consta de un único género, Gomortega Ruiz & Pav., 1794, con una única especie el queule o hualhual, Gomortega keule (Molina, 1782) Baill., 1869; que es endémica de la cordillera de la Costa en Chile meridional. El género está dedicado a Casimiro Gómez Ortega, botánico español, primer catedrático del Real Jardín Botánico de Madrid.

## Características
El queule es un árbol de tronco recto y copa piramidal que suele medir alrededor de 15 m de altura, aunque excepcionalmente puede llegar a los 30. Especie monoica, son árboles perennifolios, aromáticos, de corteza gris con fisuras longitudinales poco profundas. El indumento es de pelos simples.
Sus hojas tienen entre 5-12 × 2-4,5 cm, son decusadas, pecioladas, simples, enteras, obovales a lanceoladas, coriáceas, sin estípulas, con cavidades secretoras en el parénquima, visibles como puntos glandulares. Los estomas son paracíticos. El ápice es agudo a obtuso, la base atenuada, muy aromáticas, con los bordes de la lámina levemente revolutos en exposición soleada, el envés verde claro con escasos pelos ferrugíneos, el haz verde oscuro, brillante. El peciolo es grueso, de sección redondeada, de 8-15 mm de largo. 
Los tallos tienen nodos unilacunares y con dos rastros foliares. Las ramas son cuadrangulares con su ramificación terminal en dicasio.
Las flores son verdosas, 5-7 mm de largo, perfectas (hermafroditas), actinomorfas, epíginas, intermedias entre verticiladas trímeras y espiraladas, el pedicelo con 2 bracteolas inconspicuas y caducas. El perianto es campanulado, formado por (5-)7-10 tépalos, ovados u oblongos, pubescentes en ambas caras, intergradando con los estambres. Estambres 7-13, 1-3 externos petaloides con sacos polínicos imperfectos, los restantes filantéreos, libres, filamentos usualmente con un par de glándulas nectaríferas basales a cada lado, anteras con tecas unisporangiadas, las externas introrsas, las internas latrorsas, dehiscencia por valvas longitudinales; estaminodios intrastaminales 1-3, anteras muy reducidas y no funcionales. Gineceo sincárpico, inferior, (2-)3(-5)-locular, turbinado, de (2-)3(-5) carpelos, estilo muy corto, estigma con 2(-3) ramas terminales; óvulo uno por carpelo, péndulo, hemianátropo, placentación apical. De polen inaperturado, exina fina, con una capa similar a un téctum y columelas cortas, sin capa basal, intina gruesa, con una capa basal sólida y una capa externa radialmente acanalada. Las inflorescencias son racimos terminales o axilares, las flores en axilas de brácteas caducas decusadas, además de una flor terminal.
El fruto es una drupa comestible, ovoide a globosa, verdosa a amarilla en la madurez, de 35-70 × 20-50 mm de largo (similar superficialmente a una ciruela), uni o trilocular, usualmente con 1(-2) semillas, mesocarpo carnoso, agradable, endocarpo pétreo. Hay 1-2 semillas por fruto, con endospermo abundante, oleoso, testa fina, embrión grande, dicotiledóneo. Las semillas son ovado-lanceoladas de 10-13 × 5-7 mm.
El número cromosómico de esta especie es n = 21, 2n = 42.

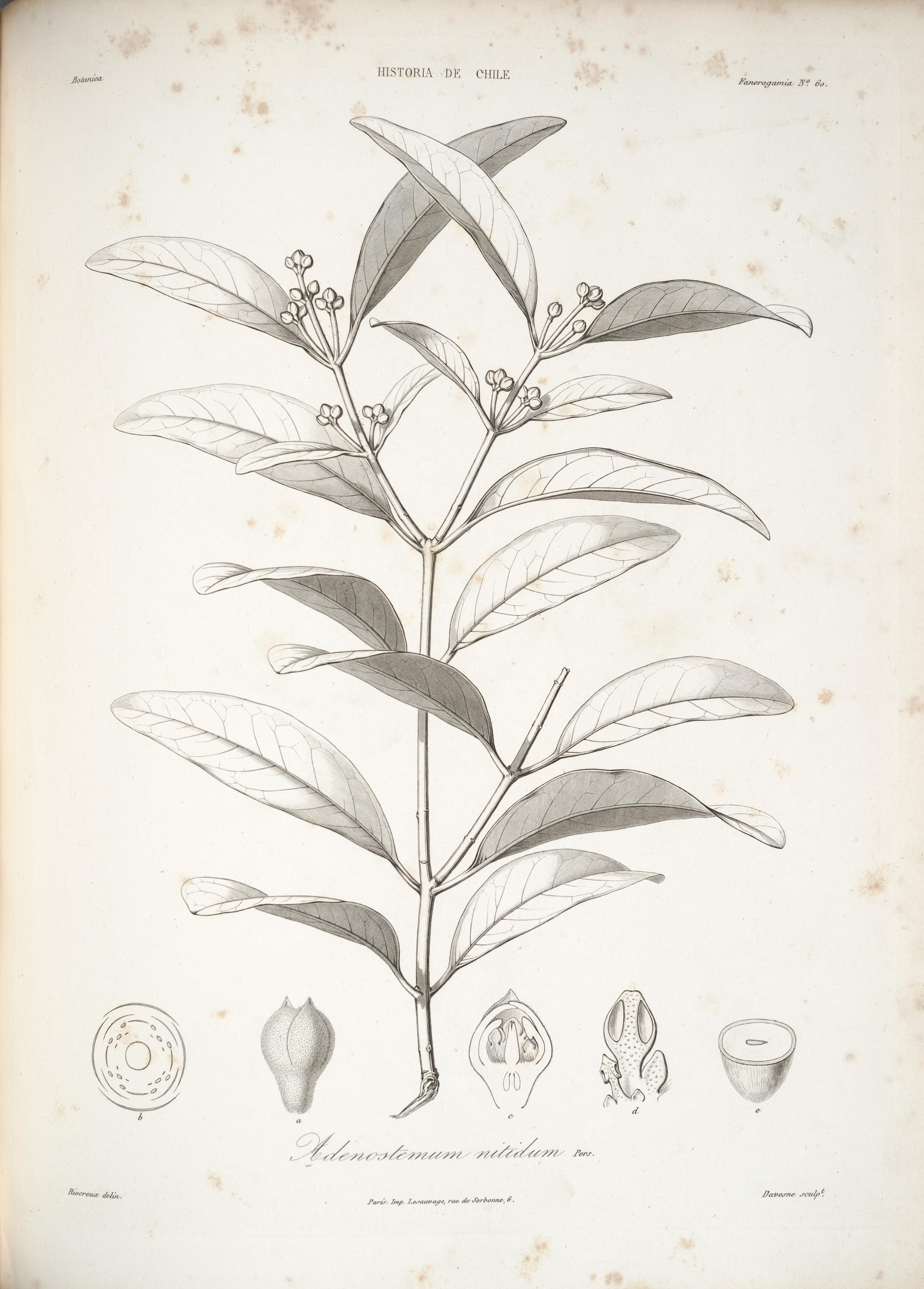
A. nitidum
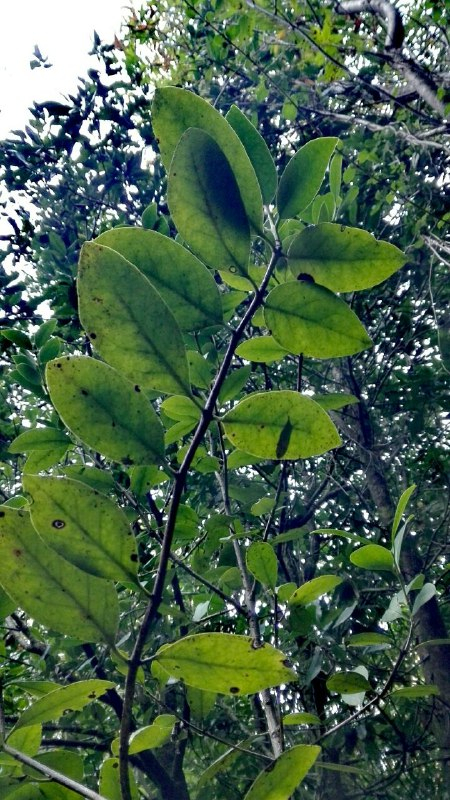
Hojas de G. keule
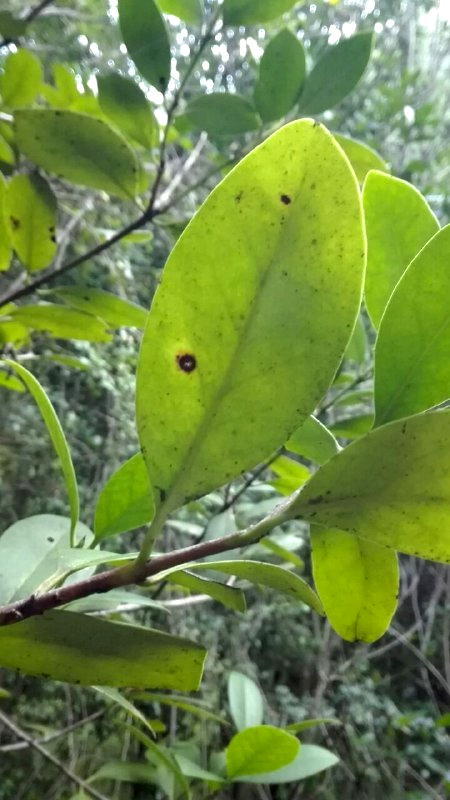
Hojas de G. keule
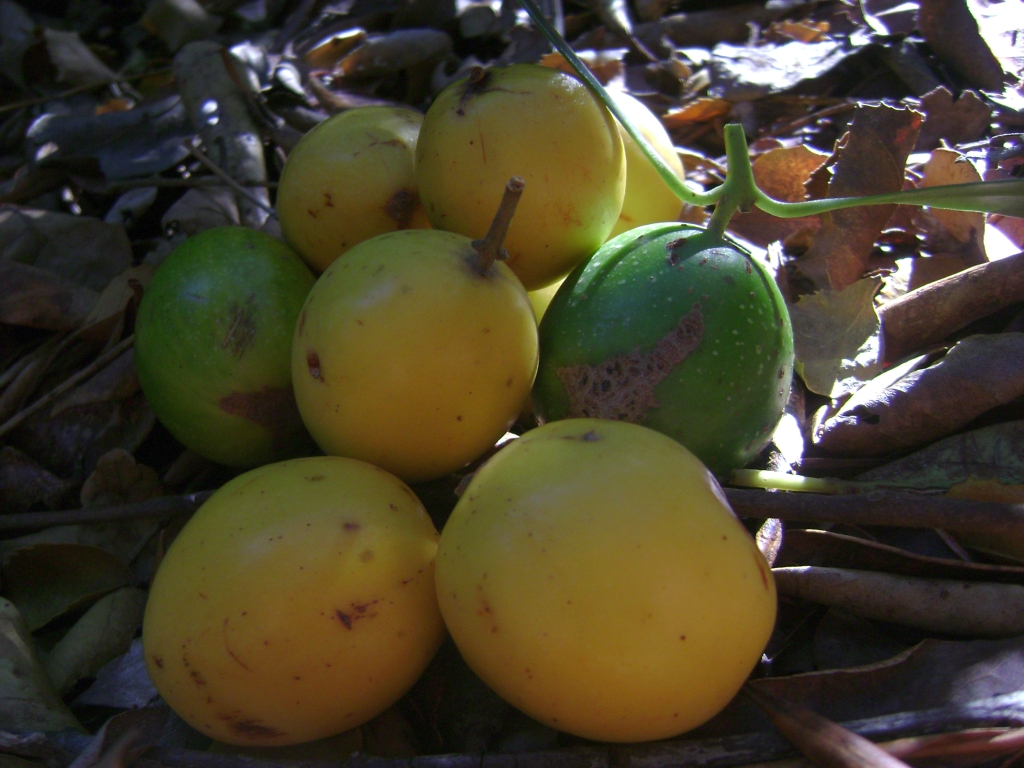
Frutos de G. keule

## Taxonomía
Introducción teórica en Taxonomía
Gomortegaceae es una familia monotípica, descrita por Karl Friedrich Reiche y publicada en Berichte der Deutschen Botanischen Gesellschaft 14: 232. en el año 1896. Incluyendo un único género, Gomortega que fue descrito por Hipólito Ruiz López y José Antonio Pavón y Jiménez y publicado en Florae Peruvianae, et Chilensis Prodromus 62. en el año 1794 (= Adenostemum Pers., 1805; Keulia Molina, 1810).
Asimismo, la única especie del género es el queule, keule o hualhual, Gomortega keule (Molina) Baill., 1869 (= G. nitida Ruiz y Pav., 1798, nom. illeg.; Keulia chilensis Molina, 1810).
Juan Ignacio Molina clasificó originalmente la planta como Lucuma keule y publicada en Saggio sulla Storia Naturale del Chili...187–188, 352. en el año 1782. Posteriormente, Henri Ernest Baillon la trasladó al género Gomortega y publicado en Histoire des Plantes 1: 325. en el año 1869.
- Adenostemum nitidum (Ruiz & Pav.) Pers.
- Gomortega nitida Ruiz & Pav.
- Lucuma keule Molina[9]

## Posición sistemática
La familia presenta caracteres que la relacionan con las monimiáceas (epiginia, sincarpia, semillas albuminosas). Sin embargo el polen la relaciona más directamente con las hernandiáceas y las lauráceas. El APW (Angiosperm Phylogeny Website) considera que forma parte de un grupo intermedio del Orden Laurales junto con las siparunáceas y las aterospermatáceas, siendo el grupo hermano de estas últimas.

## Habitat
Esta especie es un endemismo de la flora de chile, cuyo nombre específico deriva del vernáculo mapuche para el mismo. 
Su área de distribución se restringe a pequeños "refugios" en la Cordillera de la Costa de la Provincia de Cauquenes (Región del Maule) y de la Provincia de Arauco (Región del Biobío), entre los paralelos 35º 47' y 37º 41' S aproximadamente; si bien también se ha citado más al sur de Chile, desde las Regiones de La Araucanía a Los Lagos. 
Actualmente la especie está altamente amenazada por el reemplazo de bosques nativos o reforestación de su hábitat con plantaciones de Pinus radiata, por la deforestación de terrenos para la agricultura y por la sobreexplotación de su madera, muy apreciada. 
A ello se suma además que las poblaciones naturales presentan escasa o nula regeneración natural, producto de su propia baja tasa de germinación; a la extinción de las especies de la megafauna prehistórica de Chile (como el gonfoterio), que consumían los frutos y dispersaban las semillas; y a factores externos más modernos como son la intensa colecta de sus frutos y especímenes jóvenes, y el impacto del ganado doméstico y de las especies exóticas asilvestradas que destruyen o devoran las semillas viables.

### Ecología
El queule crece en bosques caducifolios del tipo maulino y, en el sur de su área de distribución, también en bosques siempreverdes del tipo valdiviano, asociado a olivillo y a varias especies de Nothofagus, sobre todo al coigüe, en la ladera occidental de la Cordillera de la Costa y de preferencia en sitios de exposición sur, entre 10 y 700 m de altitud, en sitios húmedos o cercanos a cursos de agua.

## Usos

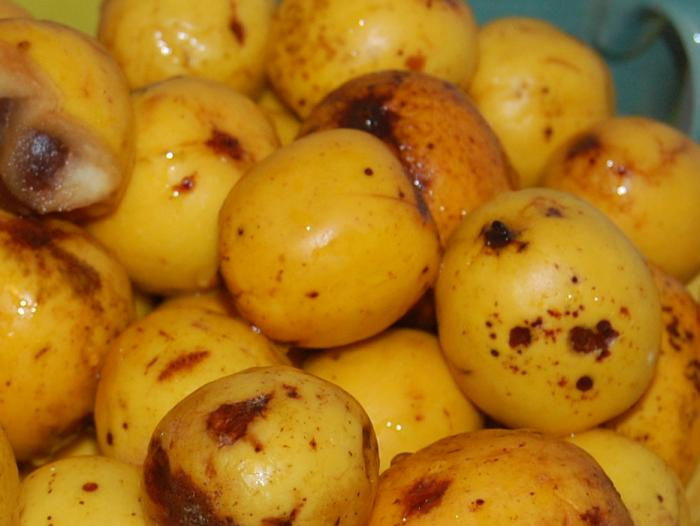
Frutos de Queule.

Los frutos son comestibles, empleándose localmente en la confección de mermelada y chicha; aunque existen antecedentes que postulan que el comerlos en exceso podría llegar a provocar un efecto hipnótico.
La madera del queule es muy apreciada por sus características de durabilidad, peso y coloración.
También tiene cierto uso como especie ornamental, principalmente en parques urbanos.

## Conservación
El queule es considerado una especie en peligro de extinción por la Lista Roja de la UICN.
Las medidas de conservación que se han llevado a cabo buscan ampliar las áreas de los "refugios" y el Gobierno de Chile declaró a la especie G. keule un Monumento Natural que debe ser protegido y respetado por los habitantes del país; quedando prohibida su tala. Con este mismo fin, igualmente se creó en el año 1995 la Reserva Nacional Los Queules que alberga a una de las 22 poblaciones existentes y que es la única protegida directamente por el estado chileno.